# 港子保定宮
港子保定宮，俗稱港仔保定宮，古名清源宮，臺灣澎湖縣廟宇，白沙鄉港子村公廟，鎮海澳角頭廟之一，主祀文衡帝君。推測開基於17世纪，有1602年、1648年、1667年三種說法。1977年重修為今貌，由曾任澎湖縣縣長的呂安德操刀設計。

## 沿革
「港子」昔稱「港仔（Káng-á ）」，位於澎湖北山嶼中段偏南，其聚落濱海處有一名曰「萬丈港」的深海溝，故名「港仔」。自清領時期隸屬「鎮海澳」管轄、日治時期改隸「白沙庄」，名稱不變；1945年二戰結束之後，「白沙庄」調整為「白沙鄉」，而「港仔」被易名「港子」，一度被併入南邊的「鎮海村」，後又獨立成村，延續迄今。
港子保安宮古作「清源宮」，最初應奉王爺千歲為主神，因當地早期傳說主角皆為王爺，包括曾降壇開井（王爺井）的朱府王爺，井旁又曾立「紫微大帝李元帥押煞」之石碑，現為港子村珍藏古物。今改奉文衡帝君為主祀神祇，應是受日治時期「鸞堂信仰」盛行之後的影響。
港子保安宮開基年份有三種說法，均在17世纪：一、根據廟中立於民國66年（1977年）〈港子保定宮重建落成碑記〉，推測建於明朝萬曆卅年（1602年）。二、根據日治時期明治31年（1898年），澎湖廳進行全島「社寺廟宇調」紀錄，書載建於南明永曆二年（1648年）。三、白沙鄉公所編撰的《重修白沙鄉志》則作創建於南明永曆廿一年（1667年）。
清領時期道光十二年（1832年），鄉紳蕭朝出任董事、發起寺廟重修，根據澎湖廳「社寺廟宇調」記載，當時廟坪基地約 14 坪。

日治時期大正11年（1922年），村人呂戊辰復倡重建，並自任董事。呂戊辰本姓蕭，因生父早逝、生母改嫁同鄉呂各日，遂從繼父姓氏，後移居媽宮埔仔尾（約今馬公市光復里），經營木瓦建材生意有成，便出資整建港仔清源宮，而敬獻寄付則悉以「蕭戊辰」落款。昭和二年（1927年），港仔清源宮整建落成，占地 42 坪。此次修建後留有〈大正十四年頌蕭朝修繕保定宮文〉石碑，鑲於廟內三川殿左壁，廟名亦應在此一時期更易為保定宮。
嘗思奉佛禮神，多建宮而立廟；歌功頌德，有勒碑而刻銘。此益欲為萬年之紀念，而于不忘也。如昔我保定宮之重修，專賴蕭朝之發起，既勞心而兼勞力，則善作又能善成。獨恐年久月深，功廢名滅，雖將渠敬教之匾額升樹殿堂之上位，亦不足以表其功而揚其德。長老漸消，誰考証其風？其文献不足，孰告語於將來？爰是，同堂眾議刻石以記，從此百世流芳，與斯廟共垂不朽；而後生可畏，望斯碑感想不忘也云爾。 大正十四年三冬之吉，港子公眾敬立。
 — 〈頌蕭朝修繕保定宮文〉，港子保定宮。
民國63年（1974年），鄉賢呂安德、張清柳等發起重修，並於民國66年（1977年）竣工，即為今貌。其中呂安德即呂戊辰之子，呂安德為澎湖縣第七屆澎湖縣長、亦為首位澎湖籍澎湖縣長，具備日本大學工科建築科學歷，港子保定宮的廟宇外觀即出自呂安德操刀設計。
民國91年（2002年），港子保定宮進行整修工程。

## 雙榕園
港子保定宮前，廟埕植種一片廣袤成蔭的榕樹林，氣根計27根，樹齡逾百五十年，雖無同鄉「通梁榕樹」名聞遐邇，仍不相形失色。

## 圖輯

建築外觀
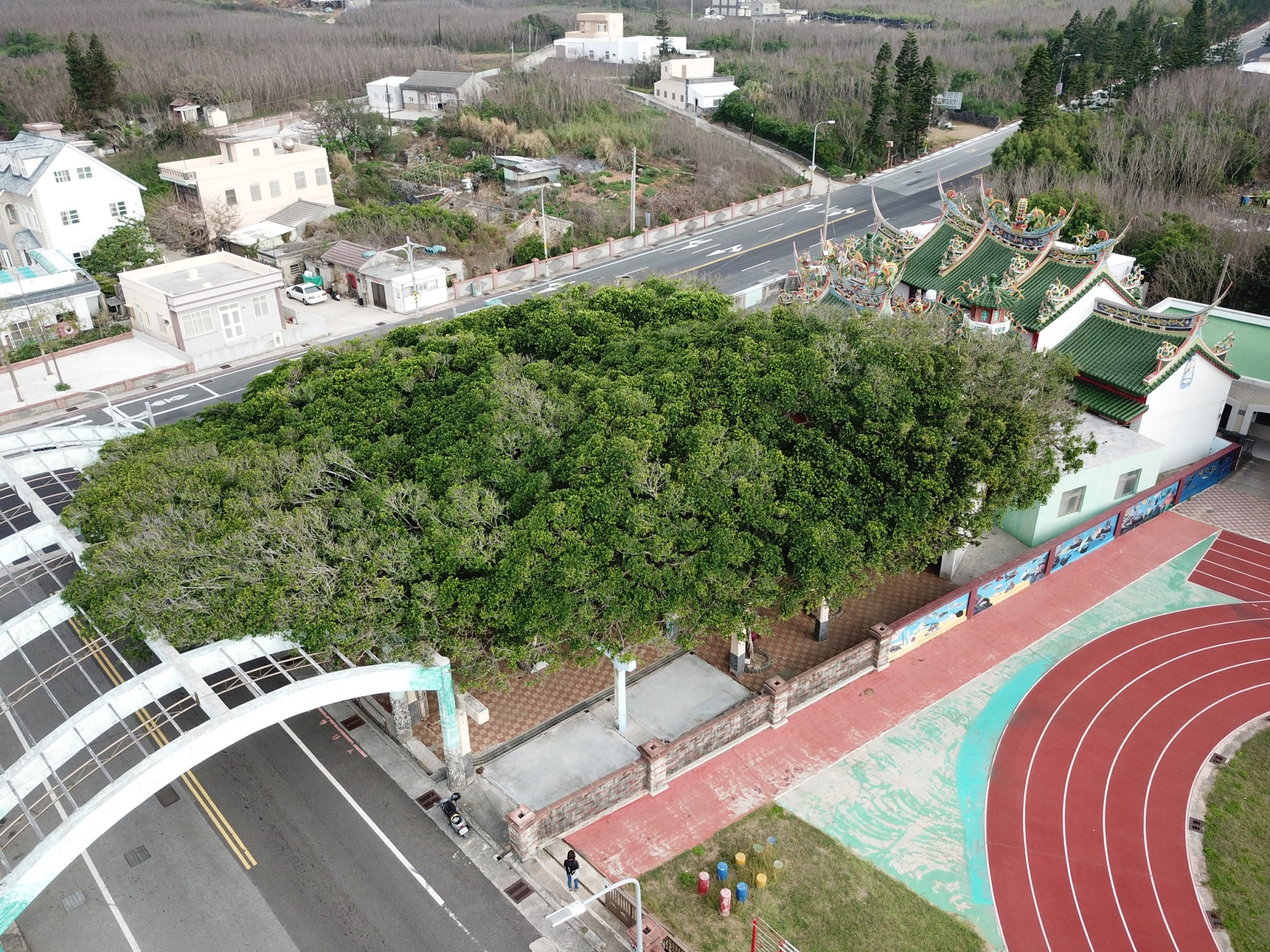
保定宮與榕樹林
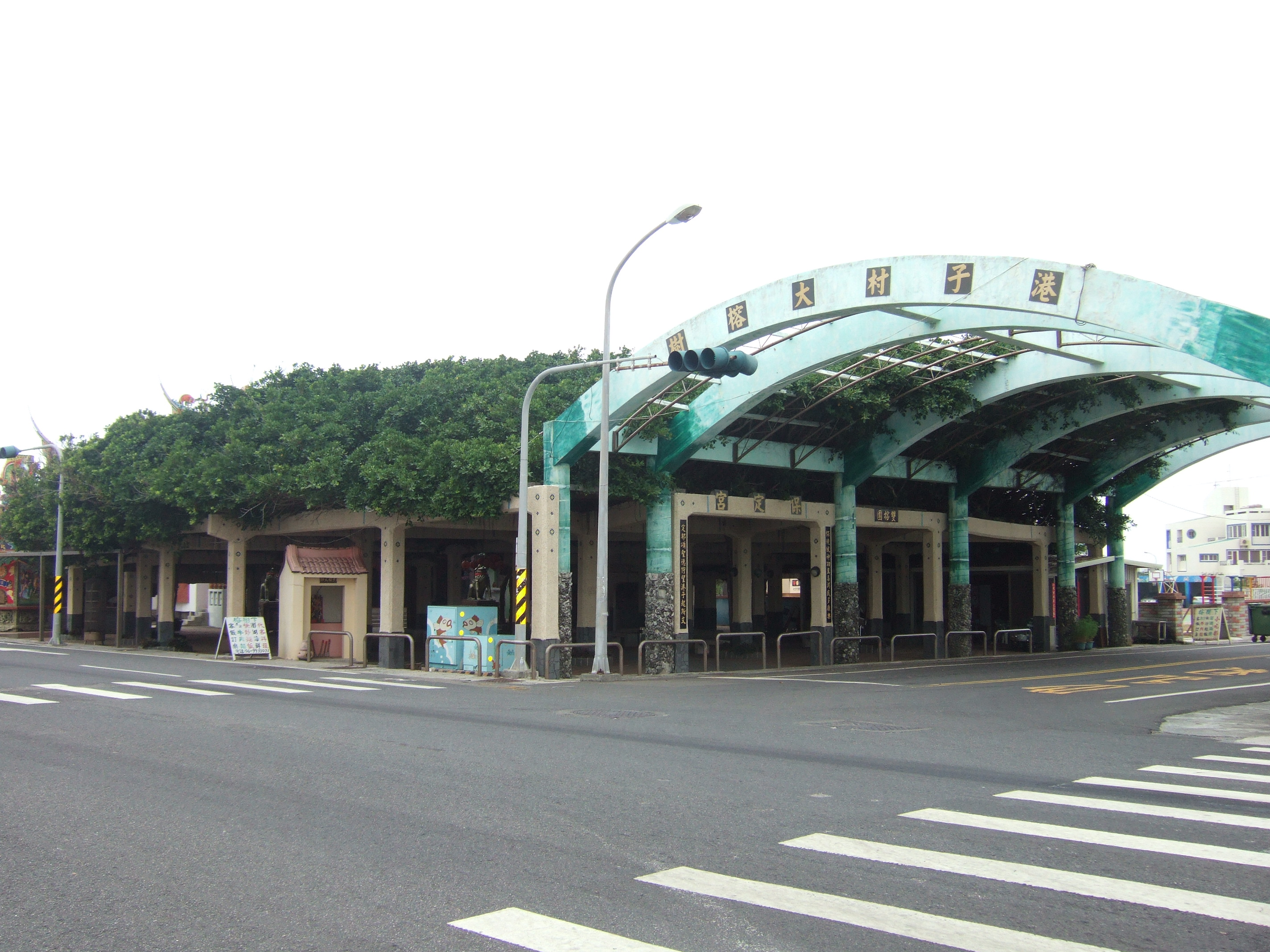
港子雙榕園
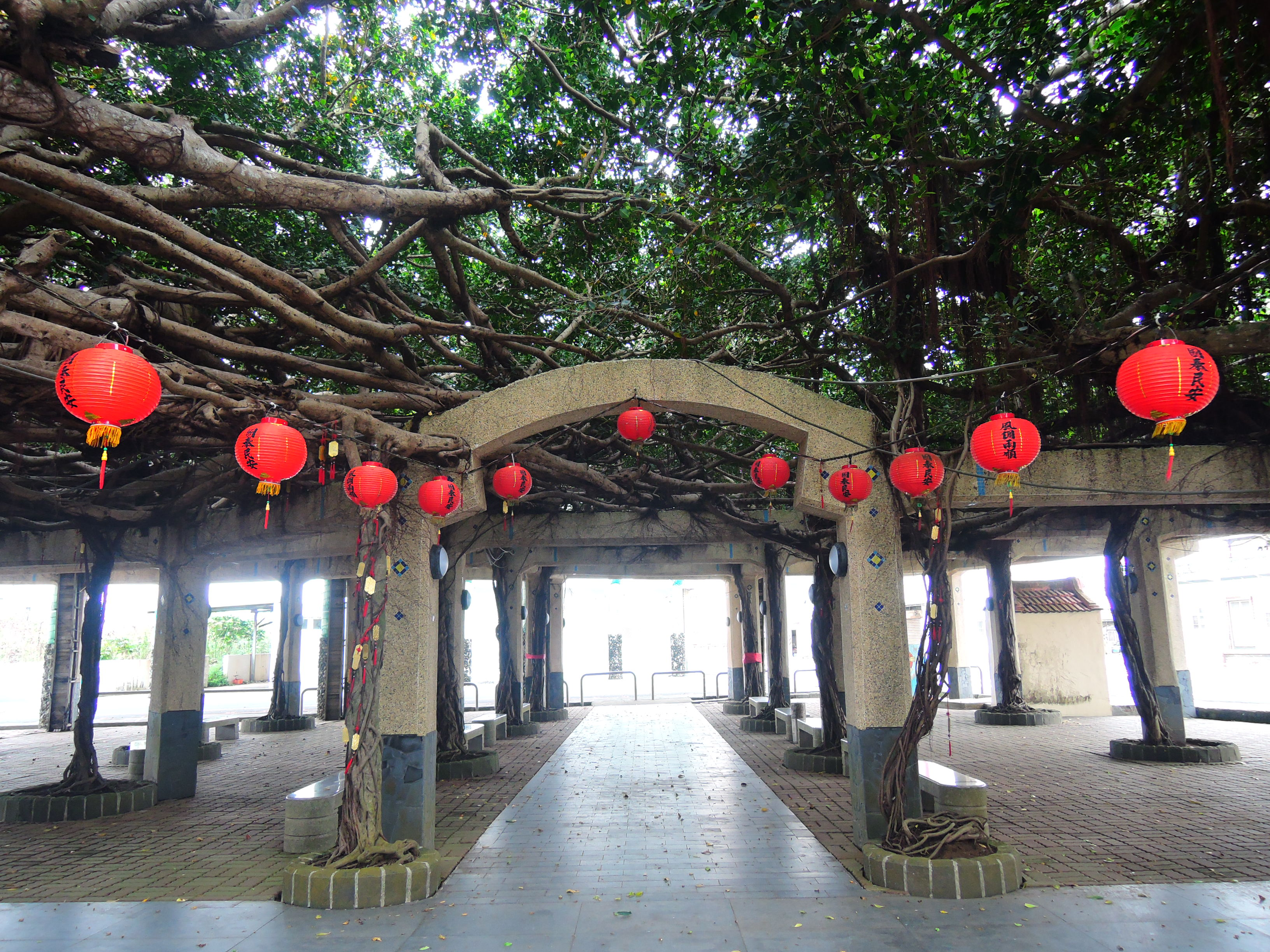
港子榕樹林
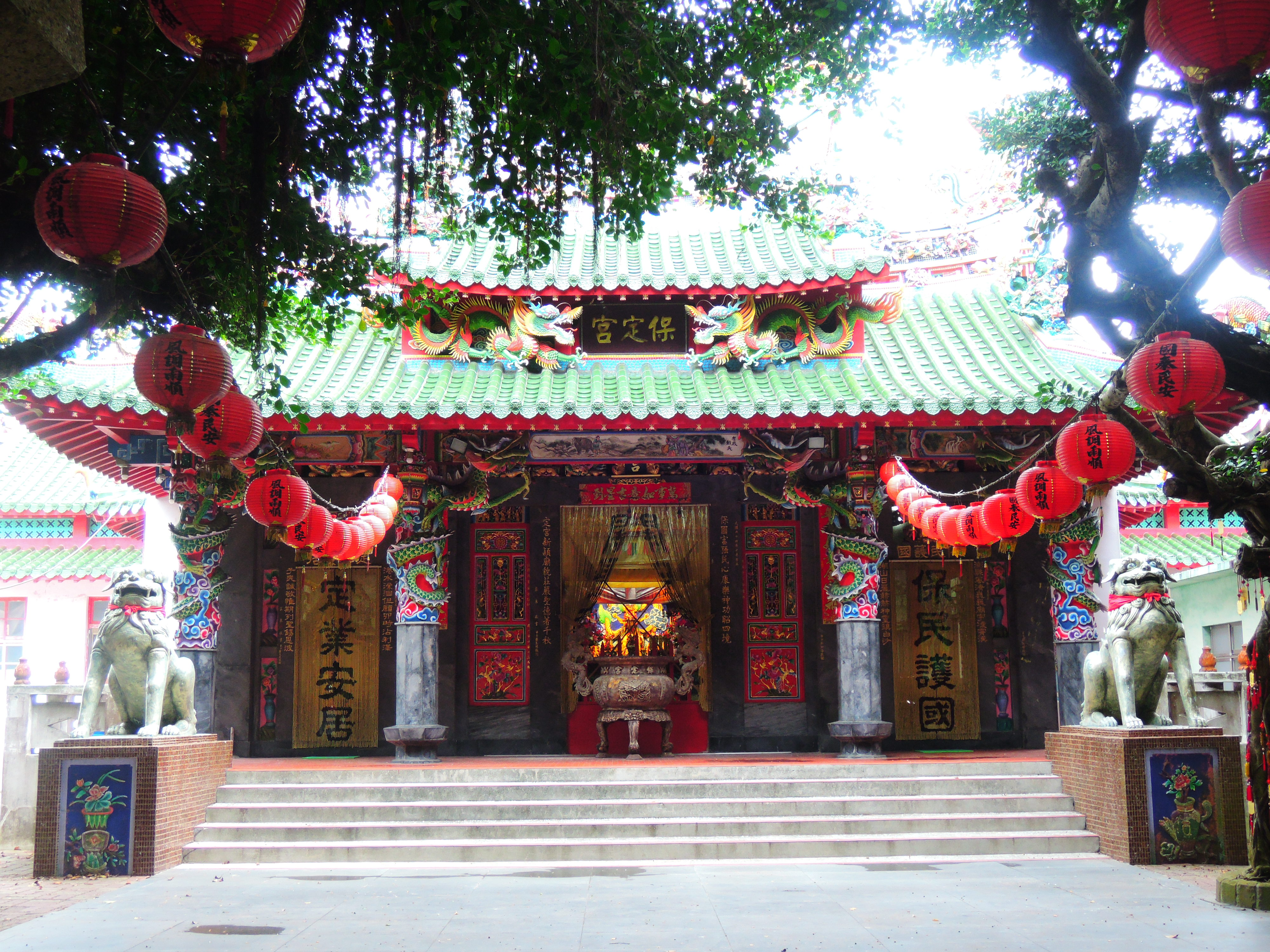
立面、山門四龍柱
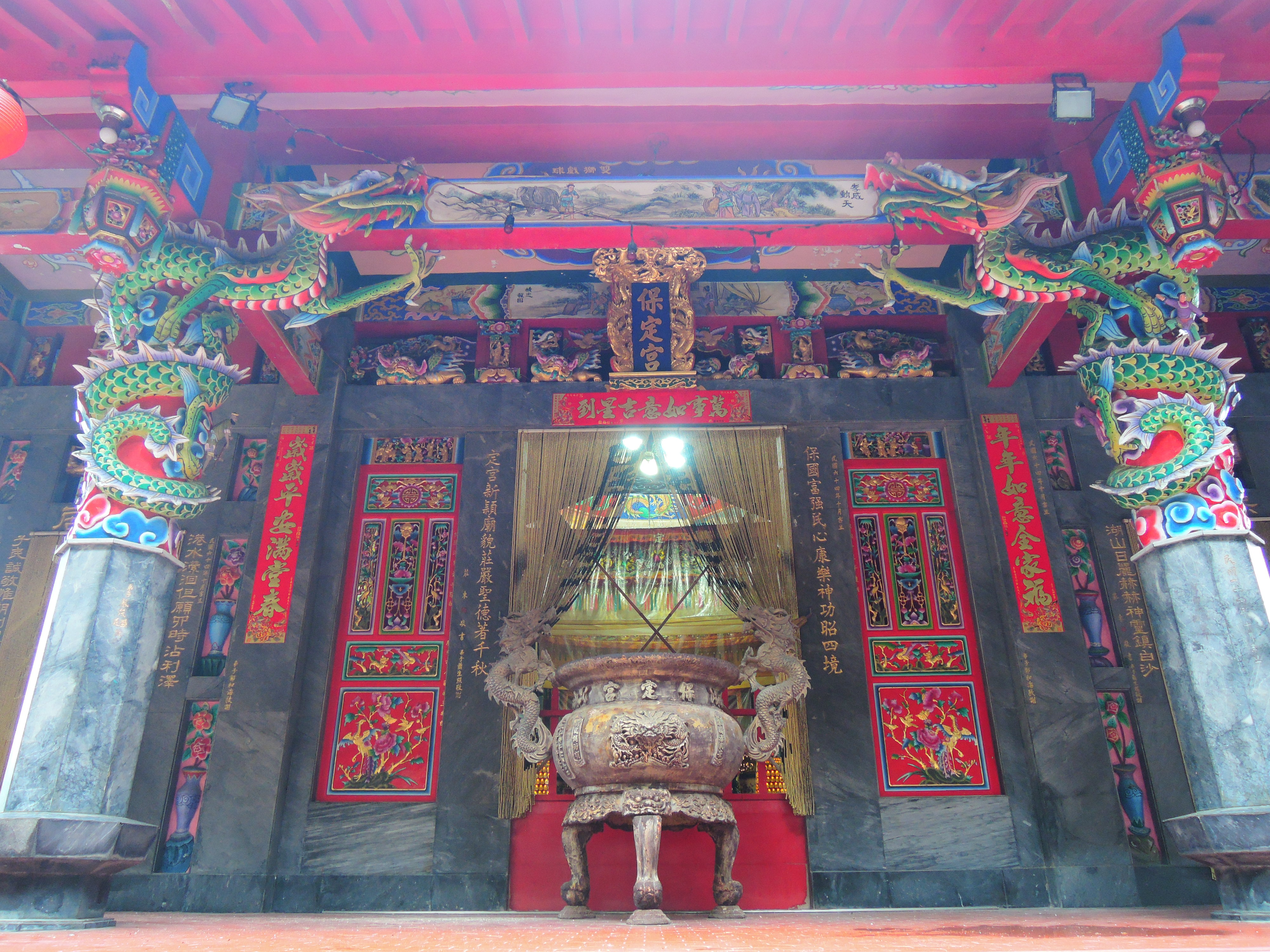
聖旨牌、龍柱
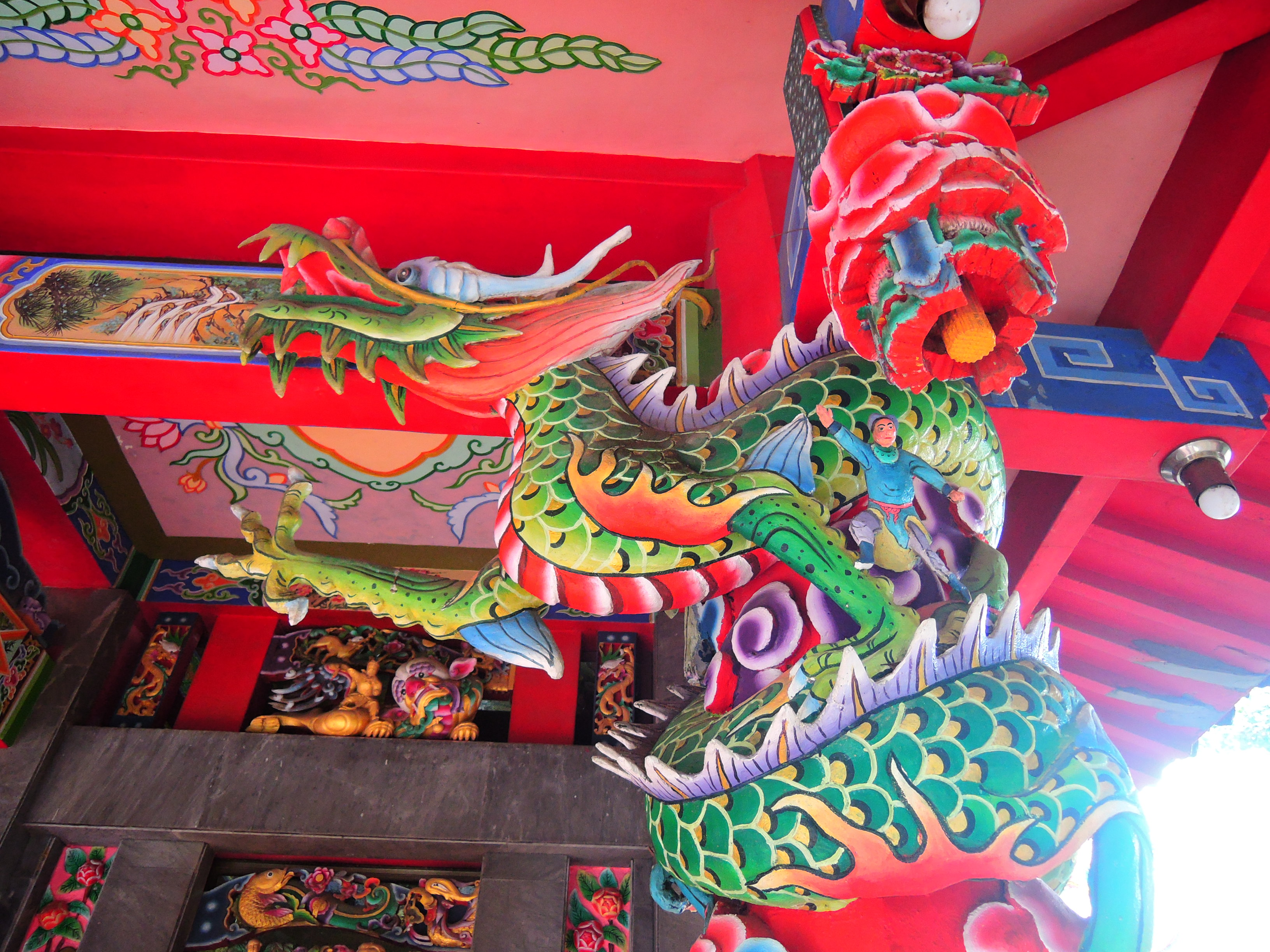
龍柱特寫

內部陳列
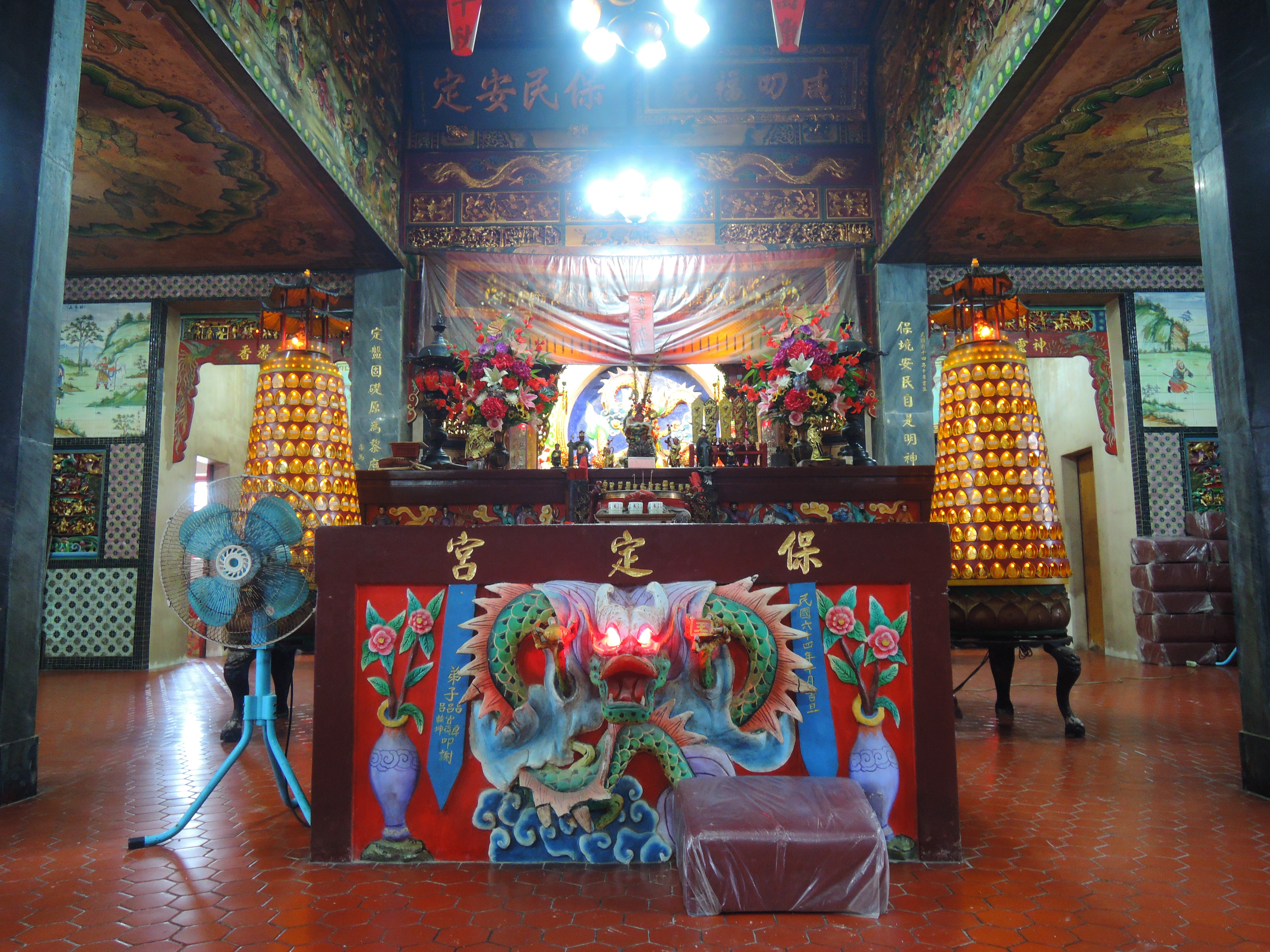
神明廳、中壇神案
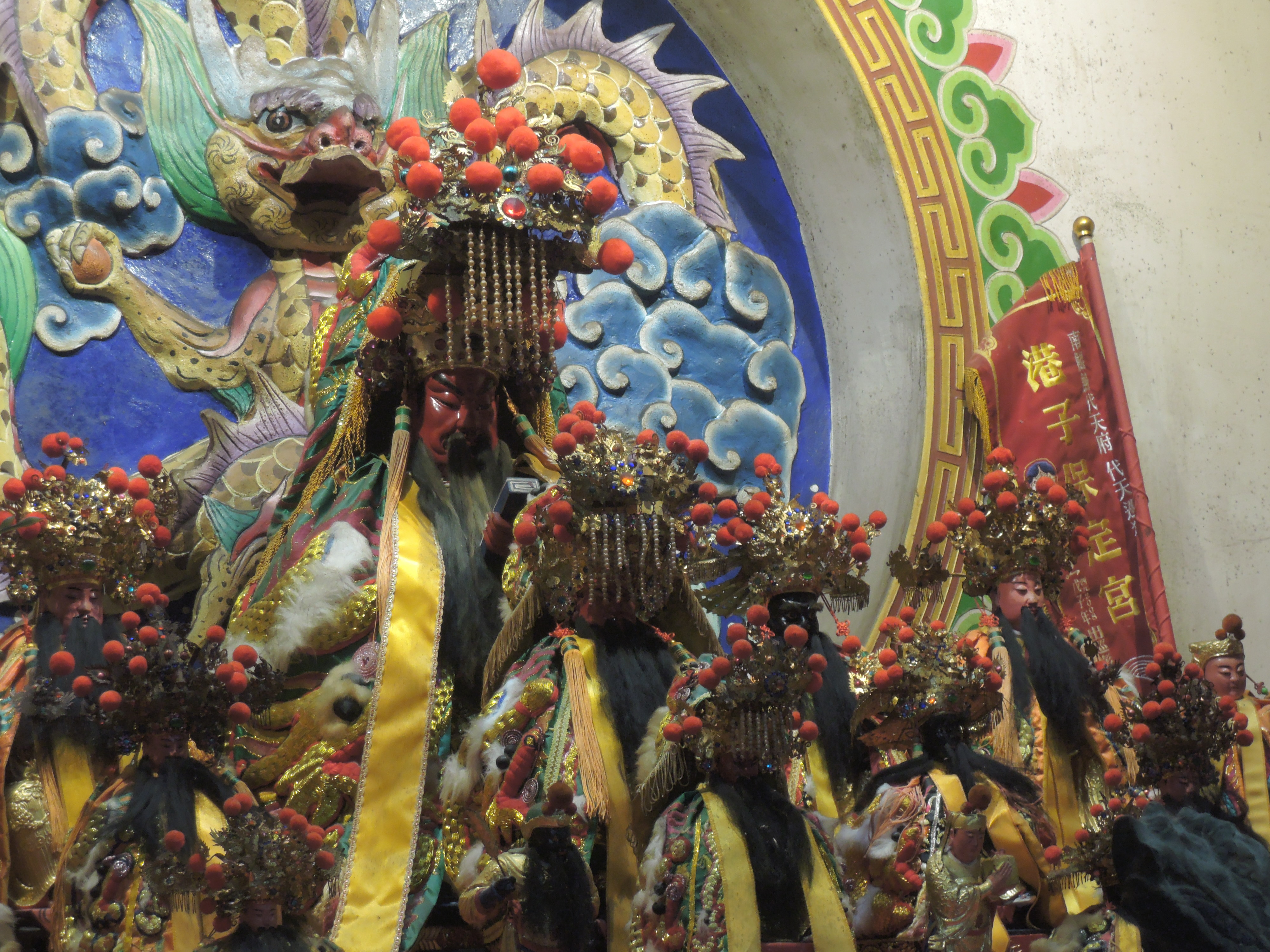
正殿神龕
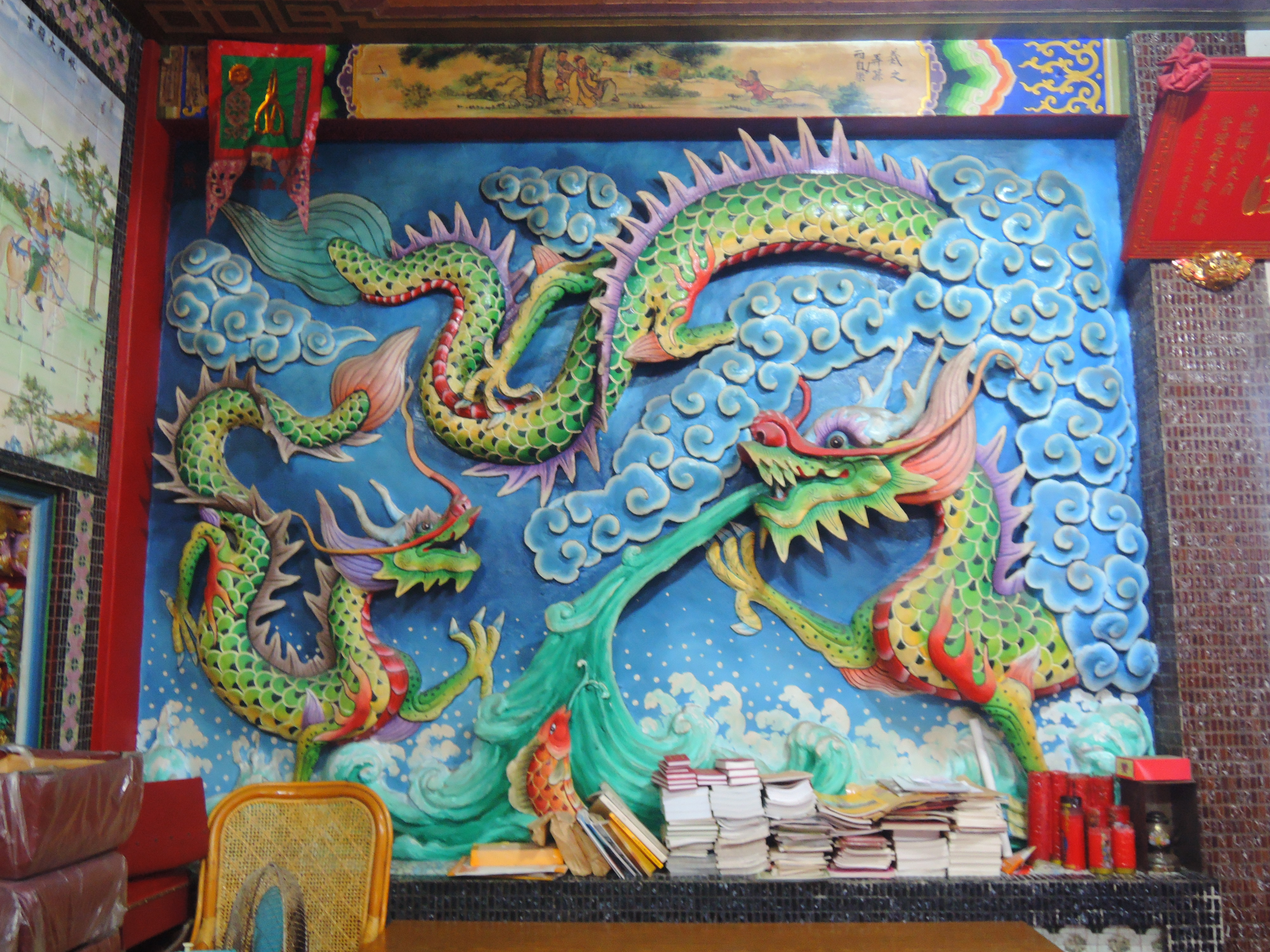
龍堵雕塑
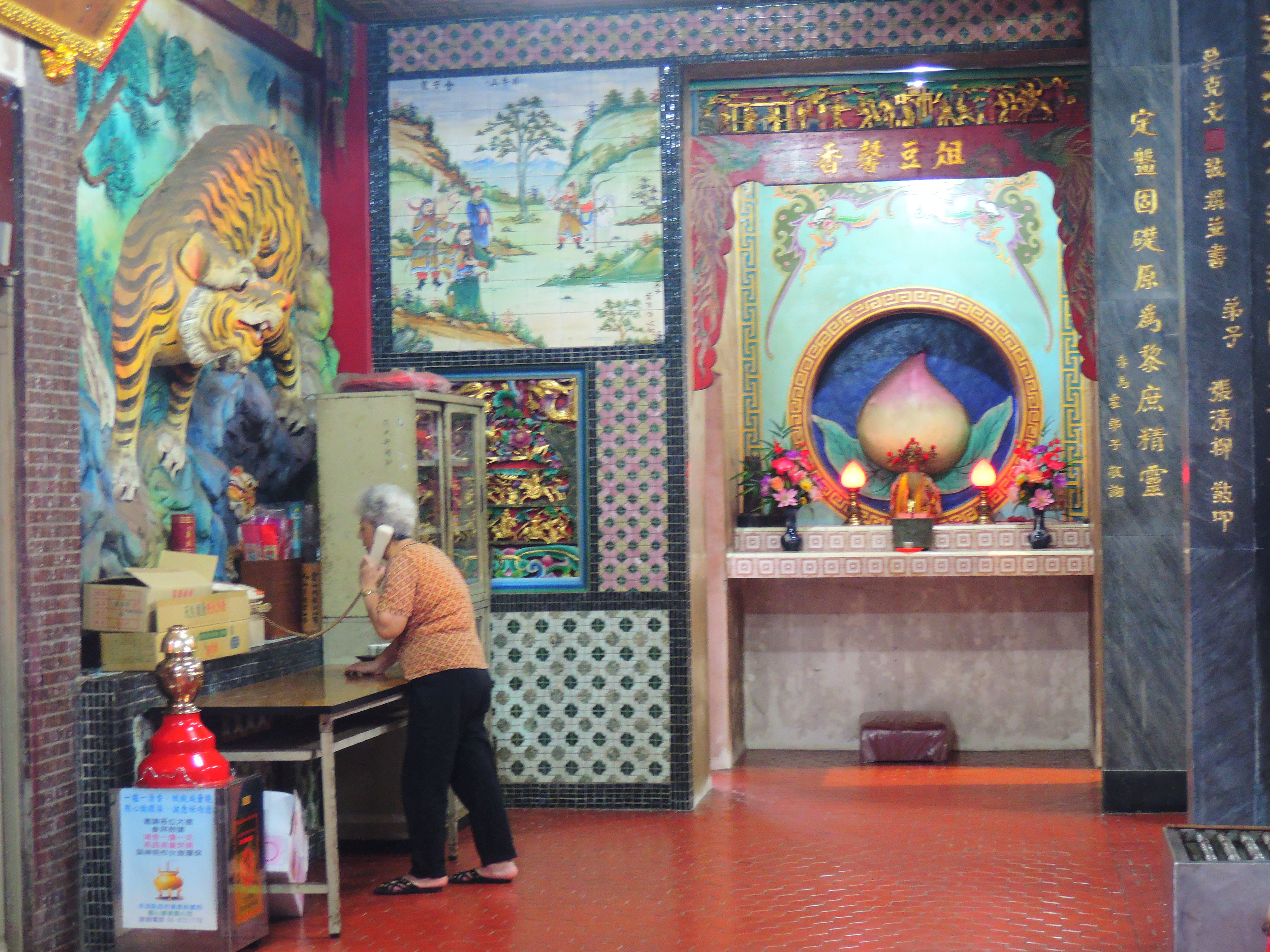
虎堵、福德正神
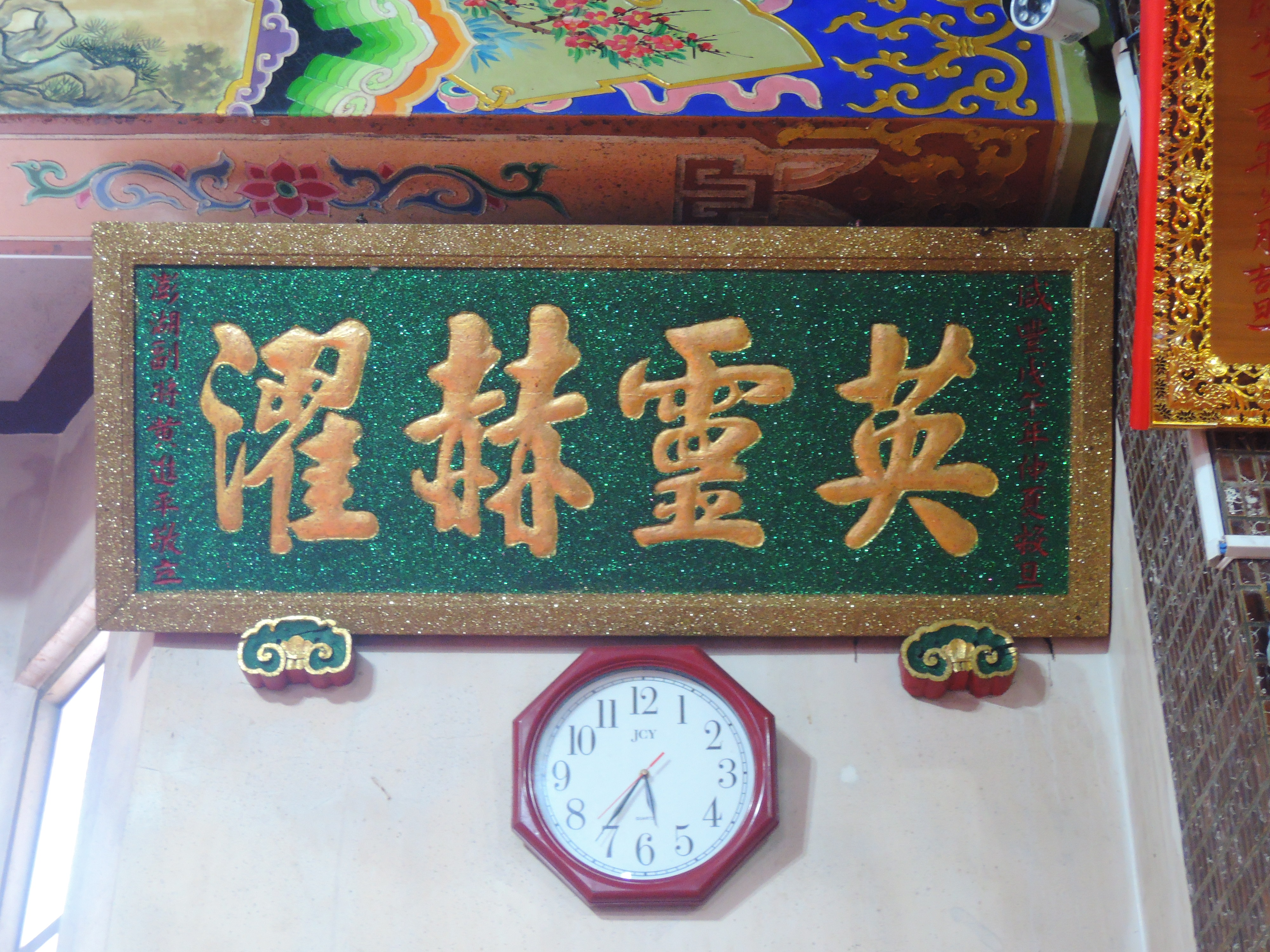
英靈赫濯匾（1858年），黃進平敬立
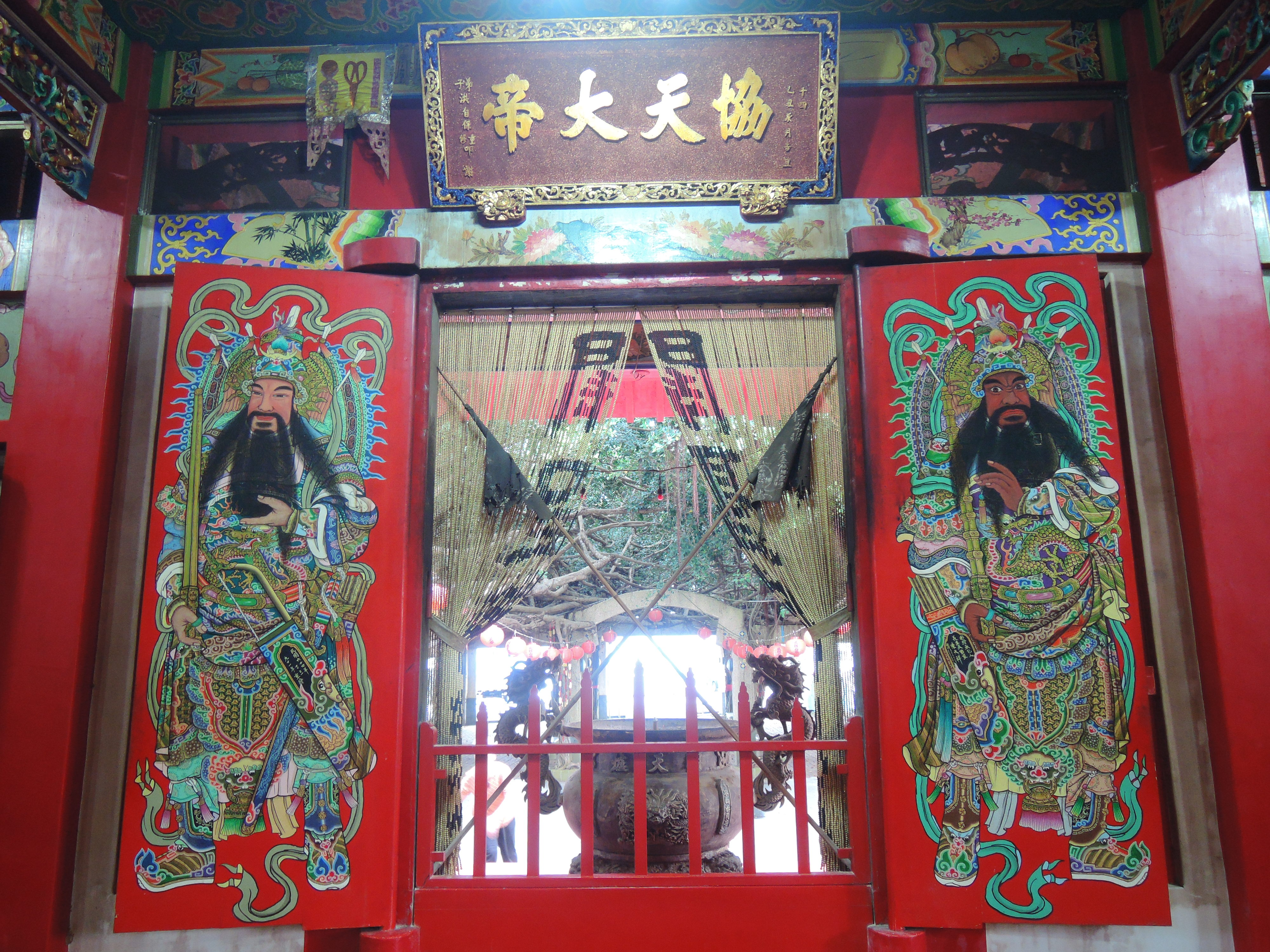
協天大帝匾（1925年）、門神彩繪